# Rafał Brzozowski
Rafał Brzozowski (Varsóvia, 8 de junho de 1981) é um cantor polaco.

## Biografia
Rafał Brzozowski saltou à fama em 2002 com sua participação no concurso de talentos «Szansa». Nos anos que seguiram, incorporou-se às bandas Emigranci e Mono
Em 2011, participou da 1.º edição polaca do programa The Voice, juntou-se à equipa de Andrzej Piaseczny e ficou eliminado poco antes da final.  Após a experiência no The Voice, o cantor assinou contrato com Universal Music Polska, e em 2012 lançou seu primeiro single «Tak blisko», que ganhou o prémio para a canção do verão no «Eska Music Awards». Seu primeiro álbum homónimo chegou ao número 12 nas listas polacas e foi certificado de platino por «Związek Producentów Áudio-Vídeo» com mais de 30.000 cópias vendidas em todo o país.
Em 2014, seu 2.º álbum, «Mój czas», foi lançado e chegou ao posto 30 na classificação «OLiS» e conquistou um disco de outro com 15.000 cópias vendidas na Polónia. No mesmo ano, lançou o seu disco de natal intitulado «Na święta». Em 2016, lançou o álbum «Borysewicz e Brzozowski» junto ao cantante e multi-instrumentista Jan Borysewicz.
Rafał Brzozowski participou do «Krajowe Eliminacje 2017», o programa de seleção do representante polaco para o Festival Eurovisão da Canção, e acabou em 2.º lugar.
Em 2020 apresentou o Festival Eurovisão da Canção Júnior 2020. Em março de 2021, a rádio e televisão pública da Polónia confirmou que tinha sido eleito internamente para representar o país no Festival Eurovisão da Canção 2021 com a música «The Ride».

## Discografia

### Álbuns
- 2012 - Tak blisko
- 2014 - Mój czas
- 2014 - Na święta
- 2015 - Borysewicz & Brzozowski (con Jan Borysewicz)
- 2016 - Moje serce to jest muzyk, czyli polskie standardy

### Singles
- 2012 - Tak blisko
- 2012 - Katrina (com Liber)
- 2012 - Gdy śliczna Panna
- 2013 - Za mały świat
- 2013 - Nie mam nic
- 2013 - Za chwilę przyjdą święta
- 2014 - Magiczne słowa
- 2014 - Świat jest nasz
- 2014 - Linia czasu
- 2015 - Kto
- 2015 - Jeden tydzień
- 2015 - Słowa na otarcie łez (com Jan Borysewicz)
- 2016 - Zaczekaj - tyle kłamstw co prawd
- 2017 - Sky Over Europe
- 2017 - Już wiem
- 2020 - Gentleman
- 2021 - The Ride